# محاسبة المسؤولية
محاسبة المسؤولية (بالإنجليزية: Responsibility Accounting)‏، من وجهة نظر المحاسبة الإدارية هي أسلوب أداري – محاسبي، يهدف إلى تصميم النظام المحاسبي ليحقق رقابة فعّالة على الأداء عن طريق الربط بين التقارير المحاسبية من جهة وبين الأفراد المسؤولين عن الوحدات الإدارية المختلفة في المنشأة من جهة ثانية، وفقاً لهيكل التنظيم الإداري للمنشأة بجميع مستوياته الإدارية. كما تعرّف محاسبة المسؤولية أيضاً بأنها نظام يتم بموجبه إعداد البيانات المالية الفعلية والمقدرة لفترات مالية معينة ولكل مركز مسؤولية على حدة، بقصد تقييم كفاءة المركز أو مديره في استخدام الموارد المخصصة له، لتحقيق هدف معين، كذلك الكشف عن الانحرافات بين البيانات الفعلية والمقدّرة ومعرفة أسباب الانحراف واتخاذ القرارت لمعالجتها عندما يتم ربط تقارير الأداء بمراكز المسؤولية المختلفة الموجودة في المنشأة فإنه يمكن الوقوف على مدى إنجاز هذه المراكز لأهدافها وهذا يساعد الإدارة في رقابة التكاليف، بينما إذا تم التعامل مع المنشأة كوحدة واحدة عندها يكون من الصعب معرفة أسباب القوة والضعف في أدائها.

## تطبيق نظام محاسبة المسؤولية
لكي يتم تطبيق نظام محاسبة المسؤولية وحتى ينجح في تحقيق أهدافه يجب أن يتوفر في المنشأة الأمور التالية:

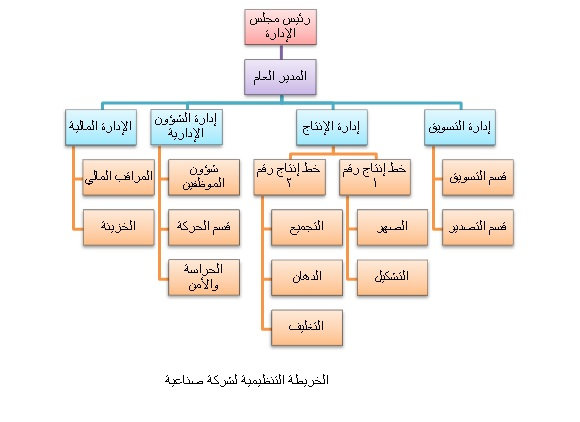
خريطة تنظيمية

1. خريطة تنظيمية واضحة تبين سلطات واختصاصات الوحدات الإدارية المختلفة التي تتكون منها المنشأة، تعرف هذه الوحدات باسم مراكز المسؤولية، بحيث يحتوي كل مركز من مراكز المسؤلية على مجموعة منطقية من العمليات التي تقوم بها المنشأة ويقع تحت سلطة مدير واحد،[2] ويعرف هذا الأسلوب في الإدارة بالإدارة اللامركزية حيث تقوم الإدارة العليا بتفويض السلطة إلى رؤساء الوحدات الإدارية ليتمكنوا من تنفيذ المهام الموكلة إليهم.
2. تصميم أنماط ومعايير مراقبة وتقييم الأداء لكل عنصر من عناصر التكاليف والإيرادات في كل مركز من مراكز المسؤولية، بمقارنة الأداء الفعلي بالأداء المخطط لكل مشرف ولكل مركز مسؤولية فإنه يمكن تحديد الانحرافات عن الأداء المخطط مما يمكن المنشأة من مراجعة أسباب هذه الانحرافات واتخاذ التدابير اللازمة لتصحيحها أو حتى تجنبها إذا تمت عملية المراجعة أولاً بأول، تستخدم المنشآت التكاليف المعيارية كمقياس لمقارنة التكاليف الفعلية للأداء.
3. فصل عناصر التكاليف القابلة للرقابة عند كل مستوى إداري عن تلك التكاليف غير القابلة للرقابة، حيث يعتبر البند قابل لرقابة شخص معين إذا استطاع ذلك الشخص مزوالة تأثير فعّال على تكلفة البند أو كميته خلال فترة معينة، هناك بعض التكاليف تكون قابلة للرقابة قبل حدوثها وتصبح غير قابلة للرقابة بعد ذلك مثل الاستهلاك والإيجار. بعض التكاليف يسهل تتبعها وتخصيصها على مركز مسؤولية لوجود علاقة واضحة بين البند ومركز المسؤولية، وهذه البنود تعرف بالبنود المباشرة، وتضم هذه البنود عناصر مثل المواد المباشرة، أجور العمال الذين يعملون في القسم، استهلاك الآلات والمعدات الخاصة بالقسم، مع العلم أن التكاليف القابلة للرقابة ليست مرادفاً للتكاليف المتغيرة فبعض هذه التكاليف يكون غير قابل للرقابة في فترة معينة كاستهلاك الآت القسم، في كثير من الأحيان هذا التصنيف مرتبط بمستوى إداري معين، على سبيل المثال، تكلفة الاستهلاك الثابتة قد لا تعتبر تكاليف قابلة للرقابة بالنسبة لمدير مركز إيراد في المنشأة بينما تعتبر تكاليف قابلة للرقابة بالنسبة لنائب المدير العام. المصروفات العامة التي تستفيد منها عدة مراكز مسؤولية ويتم توزيعها على هذه الأقسام باستخدام طرق التوزيع المختلفة، مثل رواتب الإدارة ومصروفات الإعلان، فإن تقسيمها إلى قابلة للرقابة وغير قابلة للرقابة يعتمد على قدرة رؤساء الأقسام في التأثير على كمية بعض هذه المصروفات، وهنا يعتير البند قابلاً للرقابة تحت مسؤولية مدير مركز مسؤولية إذا أمكنه التأثير على الكمية التي يستخدمها من هذا البند.
4. اتباع مبدأ الإدارة بالاستثناء ( Management by Exception )، أي أن التركيز يكون على الانحرافات ذات الأهمية النسبية من حيث القيمة أو التأثير على الأنشطة المختلفة للوحدة الاقتصادية، ويتم اسثناء الانحرافات ذات الأهمية النسبية القليلة.

### مراكز المسؤولية
تقسم المنشآت التي تعتمد أسلوب الإدارة اللامركزية إلى مجموعة من الوحدات تسمى مراكز المسؤولية أو وحدات الأعمال الاستراتيجية (بالإنجليزية: (strategic business units، يعرف مركز المسؤولية على أنه وحدة إدارية أو فنية موجودة في المنشأة وله هدف معين ويستخدم مصادر المنشأة ومواردها من أجل تحقيق أهدافه، ويقع هذا المركز تحت سلطة شخص معين وذلك من أجل تسهيل عملية اتخاذ القرارات على مستوى هذه الوحدات وأيضاً من أجل مراقبة وتقييم أداء هذه الوحدات.

#### أشكال مراكز المسؤولية
تقسم مراكز المسؤولية لأغراض تقييم الأداء إلى أربعة أشكال هي:
1. مركز تكلفة.
2. مركز إيرادات.
3. مركز ربحية.
4. مركز إستثمار.

##### مركز تكلفة
مراكز تكلفة (Cost Centers)، هي وحدات تقتصر مسؤولية إداراتها في التحكم بالتكاليف فقط، تعتبر هذه المراكز أصغر مراكز المسؤولية حجماً في المنشأة وتختلف عن بعضها البعض من حيث القدرة على ربط عناصر التكاليف بالمخرجات، ومن الأمثلة على هذه المراكز المحاسبة، التمويل، الإدارة، خدمة العملاء، الموارد البشرية ودائرة الصيانة.
في مراكز المسؤولية التي يمكن فيها ربط عناصر التكاليف بالمخرجات تستخدم التكاليف المعيارية للرقابة على تكاليف هذه المراكز، أما في المراكز التي يصعب فيها ربط المدخلات بالمخرجات فإنه يمكن استخدام الموازنات التقديرية لرقابة إنفاقها وهنا يجب عدم السماح لهذه المراكز بتجاوز مخصصاتها الواردة في الموازنة.
من عيوب مراكز التكلفة إمكانية تحويل المسؤولية عن تكاليف مركز معين إلى مركز آخر، على سبيل المثال يمكن أن يقوم مدير مركز باستبدال تكاليف متغيرة تقع تحت مسؤوليته بتكاليف ثابتة لا تقع تحت مسؤوليته.

##### مركز إيرادات
مراكز أيرادات (Revenue Centers)، هي وحدات مسؤولية عن توليد الإيرادات فقط مثل دائرة المبيعات، ويستخدم لتقييم أداء هذه المراكز مجموعة من العوامل التي تؤثر على مبيعات هذه الوحدات مثل التغير في الأسعار والمنتجات، خدمة العملاء، جهود التسويق وشروط التسليم للمنتجات.

##### مركز ربحية
مراكز ربحية (Profit Centers)، هي وحدات إدارية يتم تفويض مديريها سلطة الرقابة على إيرادات ومصاريف هذه الوحدات مثل معارض البيع بالتجزئة، وهذا يتطلب منح المدير سلطة تحديد المنتجات التي سيتعامل بها وأسعارها والمناطق الجغرافية التي تغطيها نشاطات المبيعات. يتم قياس نجاح مدير المركز بمدى تحقيقه لموازنة الأرباح المخططة.

##### مركز استثمار
مراكز استثمار (Investment Centers)، هي وحدات إدارية يتم تفويض مديريها سلطة الرقابة على الإيرادات والمصاريف واقتراح مشروعات الإنفاق الرأسمالي، وهنا يطلب من المدير تحقيق أعلى عائد على الاستثمار من خلال الموازنة بين الموارد الاقتصادية المتاحة والاستغلال الأمثل للأصول. من الأمثلة على هذه المراكز فروع المنشآت في المناطق المختلفة، تمتاز مراكز الاستثمار بأنها أوسع مراكز المسؤولية نطاقاً، وأنه يمكن مقارنة أدائها مع مراكز المسؤولية الأخرى أو الاستثمارات المحتملة على أساس العائد على الاستثمار.

## أهداف محاسبة المسؤولية
تهدف الإدارة من خلال تطبيقها لنظام محاسبة المسؤولية إلى تحقيق مجموعة من الأهداف أهمها:
1. تلعب محاسبة المسؤولية دوراً هاماً في تطوير المحاسبة وتقاريرها الرقابية دون تغيير في النظرية المحاسبية ومبادئها فتطبيق هذا النظام يتطلب فقط إعادة صياغة النظام المحاسبي ونظام التقارير من أجل الربط المباشر بالهيكل الإداري للوحدة الاقتصادية .[3]
2. عن طريق الربط المباشر بين النظام المحاسبي والهيكل التنظيمي يعمل نظام محاسبة المسؤولية إلى تبويب وتجميع وتحليل عناصر التكاليف والإيرادات لكل مركز مسؤولية على حدة لتقييم أداء كل مستوى من المستويات الإدارية في الهيكل التنظيمي بصورة مستقلة وبالتالي تقييم أداء الوحدة الاقتصادية ككل.
3. يعمل نظام محاسبة المسؤولية على تقسيم بنود التكاليف والإيرادات إلى بنود قابلة للرقابة وغير قابلة للرقابة، ويعمل على إيجاد علاقة مباشرة بين البنود القابلة للرقابة وبين الأشخاص المسؤولين عن إنشائها، وهذا يحقق رقاية فعّالة لأنها تتبع بنود التكاليف والإيرادات عند النقطة التي تحدث فيها، أي أن الرقابة تتم عند المنبع.
4. تعزز محاسبة المسؤولية تطبيق نظام الإدارة بالأهداف (Management by Objectives) حيث تربط محاسبة المسؤولية بين الأهداف التي تسعى المنشأة إلى تحقيقها ضمن فترة زمنية معينة وهي محددة على شكل موازنات تقديرية، وبين مراكز المسؤولية المختلفة في المنشأة، ويتم قياس مدى تحقيق هذه المراكز للأهداف المحددة مسبقاً عن طريق مقارنة النتائج الفعلية بالموازنات التقديرية.
5. تطبق محاسبة المسؤولية مبدأ الإدارة بالاستثناء (Management by Exception) فالبند الذي لا يتمتع بأهمية نسبية يتم استثناءه، ومركز المسؤولية يمارس ويراقب فقط العمليات التي يؤهله موقعه التنظيمي بممارستها والرقابة عليها.

## أهمية نظام محاسبة المسؤولية
1. أنه يجمع بين نظامين أحدهما إداري والآخر محاسبي، لذلك فهو يعمل على تفعيل الجانب التطبيقي في الإدارة والمحاسبة.
2. يشجع المنشآت على تبني أسلوب اللامركزية في الإدارة من خلال تفويض السلطات التي تمكن الأفراد في مراكز المسؤولية المختلفة من اتخاذ القرارات حسب الصلاحيات التي يتمتع بها.
3. توفر معلومات مهمة، يمكن الاعتماد عليها وفي الوقت المناسب بحيث تساعد هذه المعلومات الإدارة في اتخاذ القرارات والتخطيط، كما تمكن الإدارة من تحديد الانحرافات الجوهرية في وقت مبكر لتتمكن من اتخاذ الاجراءات التصحيحية في الوقت المناسب.
4. يعمل نظام محاسبة المسؤولية كأداة لتحفيز أداء جميع المستويات الإدارية، لأنه يعمل على خلق روح المنافسة والابتكار بين مراكز المسؤولية في المنشأة يشكل يؤدي إلى تحقيق الأهداف الكلية للوحدة الاقتصادية، كما أنه يساعد الإدارة على اختيار الكفاءات المناسبة لتولي المناصب داخل المنشأة.
5. يعتبر مرجعاً مهماً لحفظ الأداء المالي للمنشأة، حيث أن الدورة التي تتبع في رفع وتحليل تقارير الأداء من كل مركز، يمكن حفظها في شكل أرقام ونسب مالية يمكن مقارنتها ببعضها البعض لدراسة التطورات في أداء المنشأة المالي.

## تقييم الأداء Performance Measures
تعمل محاسبة المسؤولية على تقييم أداء مراكز المسؤولية عن طريق مقارنة الأداء الفعلي بمعيار معين محدد مسبقاً بالنسبة لكل من التكاليف والإيرادات، ومعايير الأداء هي أدوات قياس لها مواصفات محددة تعمل كمؤشرات للحكم على كفاءة وفاعلية (Efficiency and Effectiveness) تنفيذ النشاطات المختلفة في المنشأة.

### الكفاءة والفاعلية
تعبّر الكفاءة عن مدى تحقيق مراكز المسؤولية للأهداف المرغوب تحقيقها وبالتالي تحقيق أهداف المنشأة ككل، بينما تعبر الفاعلية عن مدى نجاح هذه المراكز في الاستخدام الأمثل للموارد المتاحة للحصول على مخرجات معينة، تتأثر كفاءة وفاعلية الأداء بمجموعة من العوامل من أهمها درجة الحرية التي يتمتع بها مركز المسؤولية في اتخاذ القرارات، ودرجة عدم التأكد ومدى تداخل الأنشطة في المنشأة.

### أسس وضع معايير الأداء
يجب على المنشأة الأخذ بالاعتبار مجموعة من العوامل عند وضع معايير الأداء هي:
1. اختيار المعايير المناسبة التي تعبر أفضل تعبير عن مستوى أداء مركز المسؤولية.
2. يجب أن تتمتع المعايير بالموضوعية أي أنه يمكن تحقيقها وتطبيقها من قبل مركز المسؤولية.
3. أن تكون هذه المعايير دقيقة ومفهومة من قبل المستويات الإدارية المختلفة، وأن تكون شاملة لجميع جوانب الأداء في المنشأة.
4. يجب أن تبنى معايير تقييم الأداء على أساس علاقة السبب والنتيجة (A cause-and-effect relationship) بين المخرجات التي يتم تقييمها وبين البنود القابلة للرقابة والتي تقع تحت سيطرة وتحكم مدراء مراكز المسؤولية.

### تقييم الأداء في مراكز المسؤولية
يوجد مجموعة من معايير تقييم الأداء التي يتم تطبيقها في مراكز المسؤولية المختلفة مقسمة حسب نوع مركز المسؤولية كما يلي:

#### مركز تكلفة أو مركز إيراد
بما أن مدراء هذه المراكز يمكنهم التأثير على نوع واحد من العوامل، فإنه يمكن اعتبار تحليل الانحرافات (variance analysis) هو المعيار الأنسب لتقييم الأداء، مع العلم أن معيار تقييم الأداء المناسب لمراكز التكلفة أو الإيراد يمكن ان يحتوي على معلومات غير مالية، مثل عدد فواتير المبيعات في الساعة الواحدة، أو نسبة الطرود التي يتم تسليمها بطريقة سليمة للزبائن.

#### مركز الربحية
تعتبر طريقة هامش المساهمة (Contribution Margin Approach) فعالة بشكل كبير في قياس أداء مركز الربحية، لأنها تركز على البنود القابلة للرقابة من خلال فصل أثر التكاليف المتغيرة عن التكاليف الثابتة، لذلك فهي تسلط الضوء على أثر القرارات التي يتخذها المدراء.
يمكن استخدام طريقة هامش المساهمة والربح التشغيلي (Operating Income) في تقييم أداء مدير معين أو قطاع معين، والقطاع (Segment) يمكن أن يكون خط إنتاج، فرع أو منطقة جغرافية، أو أي وحدة ذات مغزى معيّن داخل المنشأة، كما أن هذه الطريقة مفيدة بصورة كبيرة في اتخاذ القرارات من قبل المدراء.
القائمة التالية هي مثال على قائمة دخل حسب طريقة هامش المساهمة، وهذه الطريقة تظهر قدرة مركز الربحية على تغطية التكاليف الثابتة وتوليد أرباح للمنشأة.
| قائمة الدخل حسب طريقة هامش المساهمة | قائمة الدخل حسب طريقة هامش المساهمة | قائمة الدخل حسب طريقة هامش المساهمة | قائمة الدخل حسب طريقة هامش المساهمة | قائمة الدخل حسب طريقة هامش المساهمة | قائمة الدخل حسب طريقة هامش المساهمة | قائمة الدخل حسب طريقة هامش المساهمة | قائمة الدخل حسب طريقة هامش المساهمة | قائمة الدخل حسب طريقة هامش المساهمة | قائمة الدخل حسب طريقة هامش المساهمة | قائمة الدخل حسب طريقة هامش المساهمة | قائمة الدخل حسب طريقة هامش المساهمة | قائمة الدخل حسب طريقة هامش المساهمة | قائمة الدخل حسب طريقة هامش المساهمة |
| ----------------------------------- | ----------------------------------- | ----------------------------------- | ----------------------------------- | ----------------------------------- | ----------------------------------- | ----------------------------------- | ----------------------------------- | ----------------------------------- | ----------------------------------- | ----------------------------------- | ----------------------------------- | ----------------------------------- | ----------------------------------- |

| المبيعات                            |       | 160000  |
| تكلفة الإنتاج المتغيرة              |       | (45000) |
| هامش مساهمة التصنيع                 |       | 115000  |
| المصاريف الإدارية والبيعية المتغيرة |       | (20000) |
| هامش المساهمة                       |       | 95000   |
| التكاليف الثابتة القابلة للرقابة    |       |         |
| تكاليف الإنتاج الثابتة              | 30000 |         |
| المصاريف الإدارية والبيعية الثابتة  | 20000 | (50000) |
| هامش الأداء قصير الأجل              |       | 45000   |
| التكاليف الثابتة التي يمكن تتبعها   |       |         |
| مصاريف الاهتلاك                     | 10000 |         |
| مصاريف الاهتلاك                     | 5000  | (15000) |
| هامش القطاع                         |       | 30000   |
| التكاليف المشتركة                   |       | (10000) |
| الريح التشغيلي للقطاع               |       | 20000   |

##### تحليل ربحية منتج
يسمح للإدارة تحديد إذا كان المنتج يوفر أي تغطية للتكاليف الثابتة، كما يوفر مقارنة بين ربحية منتجات متعددة ضمن خط إنتاج، واتخاذ القرارات المناسبة مثل التوقف عن إنتاج منتج معين أو الاستمرار في إنتاجه أو إدخال تحسينات عليه.
القائمة التالية هي مثال على تحليل ربحية مجموعة من المنتجات، وهي تعطي معلومات تفصيلية عن مساهمة كل منتج في تغطية التكاليف الثايتة وتوليد أرباح للمنشأة.
| تحليل ربحية مجموعة من المنتجات حسب طريقة هامش المساهمة | تحليل ربحية مجموعة من المنتجات حسب طريقة هامش المساهمة | تحليل ربحية مجموعة من المنتجات حسب طريقة هامش المساهمة | تحليل ربحية مجموعة من المنتجات حسب طريقة هامش المساهمة | تحليل ربحية مجموعة من المنتجات حسب طريقة هامش المساهمة | تحليل ربحية مجموعة من المنتجات حسب طريقة هامش المساهمة | تحليل ربحية مجموعة من المنتجات حسب طريقة هامش المساهمة | تحليل ربحية مجموعة من المنتجات حسب طريقة هامش المساهمة | تحليل ربحية مجموعة من المنتجات حسب طريقة هامش المساهمة | تحليل ربحية مجموعة من المنتجات حسب طريقة هامش المساهمة | تحليل ربحية مجموعة من المنتجات حسب طريقة هامش المساهمة | تحليل ربحية مجموعة من المنتجات حسب طريقة هامش المساهمة | تحليل ربحية مجموعة من المنتجات حسب طريقة هامش المساهمة | تحليل ربحية مجموعة من المنتجات حسب طريقة هامش المساهمة |
| ------------------------------------------------------ | ------------------------------------------------------ | ------------------------------------------------------ | ------------------------------------------------------ | ------------------------------------------------------ | ------------------------------------------------------ | ------------------------------------------------------ | ------------------------------------------------------ | ------------------------------------------------------ | ------------------------------------------------------ | ------------------------------------------------------ | ------------------------------------------------------ | ------------------------------------------------------ | ------------------------------------------------------ |

|                                 | المنتج الأول | المنتج الثاني | المنتج الثالث | المجموع |
| ------------------------------- | ------------ | ------------- | ------------- | ------- |
| المبيعات                        | 300000       | 60000         | 180000        | 540000  |
| التكاليف المتغيرة               | 110000       | 62000         | 140000        | 312000  |
| هامش المساهمة                   | 190000       | (2000)        | 40000         | 228000  |
| التكاليف الأخرى القابلة للرقابة |              |               |               |         |
| مصاريف التسويق                  | 66000        | 10000         | 40000         | 116000  |
| مصاريف البحث والتطوير           | 8000         | 4000          | 6000          | 18000   |
| هامش مساهمة خط الإنتاج          | 116000       | (16000)       | (6000)        | 94000   |
| التكاليف الثابتة                |              |               |               | 24000   |
| الربح التشغيلي                  |              |               |               | 70000   |

لدى دراستنا لتحليل ربحية مجموع المنتجات في الجدول أعلاه نجد أن المجموع يعطينا هامش مساهمة موجب وأن هذه المنتجات تولد أرباحاً تشغيلية للشركة، بينما إذا قمنا بدراسة تحليل ربحية لكل منتج على حدة يتبين لنا أن المنتجين الثاني والثالث يولدان خسارة للمنشأة وأن المنتج الثاني لا يغطي تكاليفه المتغيرة.

##### تحليل ربحية فرع
تحليل الربحية حسب المناطق الجغرافية تتيح للإدارة فرصة تحديد أي الفروع هو الأكثر ربحية، وبالتالي توفر للإدارة المعلومات اللازمة لاتخاذ القرار بخصوص الإبقاء على الفرع أو إغلاقة.
| تحليل ربحية فرع أو منطقة جغرافية | تحليل ربحية فرع أو منطقة جغرافية | تحليل ربحية فرع أو منطقة جغرافية | تحليل ربحية فرع أو منطقة جغرافية | تحليل ربحية فرع أو منطقة جغرافية | تحليل ربحية فرع أو منطقة جغرافية | تحليل ربحية فرع أو منطقة جغرافية | تحليل ربحية فرع أو منطقة جغرافية | تحليل ربحية فرع أو منطقة جغرافية | تحليل ربحية فرع أو منطقة جغرافية | تحليل ربحية فرع أو منطقة جغرافية | تحليل ربحية فرع أو منطقة جغرافية | تحليل ربحية فرع أو منطقة جغرافية | تحليل ربحية فرع أو منطقة جغرافية |
| -------------------------------- | -------------------------------- | -------------------------------- | -------------------------------- | -------------------------------- | -------------------------------- | -------------------------------- | -------------------------------- | -------------------------------- | -------------------------------- | -------------------------------- | -------------------------------- | -------------------------------- | -------------------------------- |

|                                  | المنطقة الشمالية | المنطقة الجنوبية | المنطقة الشرقية | المنطقة الغربية | المجموع |
| -------------------------------- | ---------------- | ---------------- | --------------- | --------------- | ------- |
| المبيعات                         | 1200000          | 800000           | 2000000         | 4600000         | 8600000 |
| تكاليف المبيعات المتغيرة         | 800000           | 460000           | 1400000         | 320000          | 5860000 |
| التكاليف المتغيرة الأخرى         | 256000           | 176000           | 320000          | 544000          | 1296000 |
| هامش المساهمة                    | 144000           | 164000           | 280000          | 856000          | 1444000 |
| التكاليف الثابتة القابلة للرقابة | 150000           | 100000           | 160000          | 220000          | 630000  |
| هامش مساهمة الفرع                | (6000)           | 64000            | 120000          | 636000          | 814000  |
| التكاليف الثابتة                 |                  |                  |                 |                 | 200000  |
| الربح التشغيلي                   |                  |                  |                 |                 | 614000  |

يستطيع متخذ القرار من خلال هذا التحليل معرفة أي الفروع أكثر ربحية ومقدار مساهمة كل فرع في تغطية التكاليف الثابتة.

##### تحليل ربحية عميل
تمكن الإدارة من اتخاذ القرار بشأن الاستمرار في تقديم الخدمة لعميل معيّن أم لا، تحليل ربحية العميل يقدم معلومات فيما إذا كان العميل يساهم في تغطية التكاليف الثابتة.
المثال التالي يوضح تحليل ربحية لمجموعة من العملاء، ويوضح مدى مساهمة العميل في تغطية التكاليف الثابتة للمنشأة.
| تحليل ربحية عميل | تحليل ربحية عميل | تحليل ربحية عميل | تحليل ربحية عميل | تحليل ربحية عميل | تحليل ربحية عميل | تحليل ربحية عميل | تحليل ربحية عميل | تحليل ربحية عميل | تحليل ربحية عميل | تحليل ربحية عميل | تحليل ربحية عميل | تحليل ربحية عميل | تحليل ربحية عميل |
| ---------------- | ---------------- | ---------------- | ---------------- | ---------------- | ---------------- | ---------------- | ---------------- | ---------------- | ---------------- | ---------------- | ---------------- | ---------------- | ---------------- |

|                          | حاتم  | أسعد  | خلدون | وائل   | المجموع |
| ------------------------ | ----- | ----- | ----- | ------ | ------- |
| المبيعات                 | 10000 | 40000 | 62000 | 22000  | 134000  |
| تكاليف البضاعة المباعة   | 7200  | 26000 | 41000 | 18100  | 92300   |
| التكاليف الملائمة الأخرى | 1000  | 2200  | 4400  | 4100   | 11700   |
| هامش المساهمة            | 1800  | 11800 | 16600 | (200)  | 30000   |
| التكاليف الثابتة الموزعة | 2000  | 6000  | 8800  | 4000   | 20800   |
| الربح التشغيلي           | (200) | 5800  | 7800  | (4200) | 9200    |

#### مركز استثمار
يكشف تقييم أداء مركز الاستثمار عن مدى كفاءة المدير في استغلال رأس المال لتحقيق إيرادات للشركة، لذلك فإن تقييم الأداء يربط موارد المنشأة الموجودة في الميزانية العمومية (Balance Sheet) بالأرباح التي تولدها الموجودة في قائمة الدخل (Income Statement).
هناك مجموعة من المؤشرات التي تستخدم في تقييم الأداء بالنسبة لمركز الإستثمار، حيث يتم دراسة أكثر من مؤشر لتقييم أداء هذه المراكز، من أهم هذه المؤشرات:

##### معدّل العائد على الاستثمار (Return on Investment)
يمكن التعبير عنه باستخدام المعادلة الآتية:
معدّل العائد على الاستثمار = الربح التشغيلي ÷ متوسط مجموع الأصول
من أهم عيوب هذا المؤشر أن مراكز الاستثمار التي تحقق عائد عالي على استثماراتها قد لا يقبل مديريها استثمارات مربحة إذا كانت تؤدي إلى تخفيض معدّل العائد على الاستثمار لديها، حتى وإن كانت هذه الاستثمارات تحقق معدل عائد على الاستثمار أعلى من المعدل المستهدف من هذه المراكز، فمثلاً إذا كان معدل العائد على الاستثمار لأحد الأقسام هو 8% وكان المستثمرون يتوقعون معدّل عائد على الاستثمار 4%، إذا كان متخذوا القرار ينظرون فقط إلى المعدّل الحالي للقسم فإنهم سوف يرفضون استثمار يحقق معدّل عائد على الاستثمار 6% حتى وإن كان هذا العائد أعلى من العائد المتوقع.

##### نموذج دوبونت (The DuPont Model)
هذا النموذج يقسم معادلة العائد على الأصول إلى قسمين، كل قسم مكون من نسبة إحداهما تركز على قائمة الدخل والأخرى تعمل على ربط الدخل بالميزانية العمومية، ويمكن التعبير عن هذه النسبة كما يلي:
معدل العائد على الاستثمار = (الربح التشغيلي ÷ صافي المبيعات) X (صافي المبيعات ÷ معدل مجموع الأصول)
```
        
= نسبة الربح x معدل دوران الأصول
```

ويفيد هذا النموذج في معرفة كيف يمكن للمنشأة تحسين معدل العائد على أصوله، وتحسين المعدل يتم إما بزيادة نسبة الأرباح عن طريق تخفيض التكاليف أو زيادة المبيعات، أو بتحسين معدل دوران الأصول عن طريق زيادة المبيعات أو تخفيض قيمة الأصول.

##### الزيادة عن عائد الاستثمار المستهدف (Residual Income)
تعتبر هذه الطريقة صقل كبير لمفهوم معدل العائد على الاستثمار لأنها تجبر مدراء مراكز الاستثمار على أخذ تكلفة الفرصة البديلة لرأس المال بعين الاعتبار، وتعمل على تجنب تحيز معدل العائد على الاستثمار لصالح الأقسام الكبيرة في المنشأة عن طريق تحديد عائد مستهدف على صافي الأصول المستثمرة، ويمكن التعبير عنها من خلال المعادلات التالية:
الزيادة عن عائد الاستثمار المستهدف = الربح التشغيلي - (معدل مجموع الأصول X معدل العائد المستهدف)
```
           
= الربح التشغيلي - الحد الأدنى للربح على صافي الأصول المستثمرة
```

#### مقارنة نتائج تقييم الأداء في مراكز الاستثمار
هناك بدائل متعددة في احتساب الدخل مثلاً يستخدم ربح الوحدة الاقتصادية، ربح الوحدة الاقتصادية المعدل بالتغيرات في مستوى الأسعار، التدفقات النقدية (Cash Flow)، الدخل قبل الفوائد والضرائب (EBIT)، علماً بأنه يجب توحيد أساس القياس لمقارنة نتائج المراكز المختلفة.
قد يختلف تعريف الأصول المستثمرة لدى الوحدات الاقتصادية، فبعضها قد يستخدم مجموع الأصول، أو الأصول العاملة وهنا يتم استثناء أي اصل معطل مثل الأراضي غير المستخدمة التي تمتلكها الوحدة الاقتصادية، قد يتم استخدام رأس المال العامل مضافاً إليه باقي الأصول.
يوجد عدة أساسات لاحتساب العناصر الداخلة في الاستثمار كالتالي:
- التكلفة التاريخية (Historical Cost) وهي قيمة الأصل عند الشراء.
- تكلفة الاستبدال (Replacement Cost) وهي تكلفة استبدال الأصل الموجود بأصل جديد.[5]
- القيمة السوقية (Market Value) وهي القيمة التي يتم الحصول عليها عند بيع الأصل في السوق.
- القيمة الحالية (Present Value) وهي قيمة مجموعة من التدفقات النقدية المستقبلية في الوقت الحاضر.[6]